# مجال حر
في الفيزياء، المجال الحر أو الحقل الحر هو حقل بدون تفاعلات، موصوفة بشروط الحركة والكتلة.
في الفيزياء الكلاسيكية، المجال الحر هو حقل تُعطى معادلات الحركة بواسطة معادلات تفاضلية جزئية خطية.